# Ušesno maslo
Ušesno maslo, ušesna smola ali cerumen je rjavkast voskast izloček žlez mastilk (cerumenskih žlez) v sluhovodu, ki vsebuje tudi izloček lojnic in odluščene celice povrhnjice. V sluhovodu nastaja pri človeku in drugih sesalcih. Ščiti kožo zunanjega sluhovoda, omogoča njegovo čiščenje in mazanje, hrati pa deloma ščiti pred vdorom bakterij, gliv, žuželk in vode.

## Sestava
Glavna sestavina ušesnega masla so odluščene celice kože. Okoli 60 % predstavlja keratin, 12–20 % nasičene in nenasičene dolgoverižne maščobne kisline prisotni so še alkoholi, skvaleni in 6–9 % holesterola.

## Vlažna in suha oblika
Obstajata dve genetsko pogojeni vrsti ušesnega masla: vlažno ušesno maslo, ki je genetsko dominantno, in suho ušesno maslo, ki je recesivno. Suho ušesno maslo je sivo in drobljivo ter je bolj značilno za Azijce in ameriške domorodce, medtem ko je vlažno ušesno maslo mokro, medenorjave do temnorjave barve in bolj značilno za črnce in Evropejce. S pomočjo preučevanja vrste ušesnega masla so antropologi ugotavljali selitvene vzorce ljudstev v preteklosti, na primer Inuitov. Razlika v obeh vrstah je posledica sestave; vlažno ušesno maslo vsebuje več lipidov (50 %) in pigmentnih zrnc kot suho ušesno maslo (suho ušesno maslo vsebuje okoli 30 % lipidov). Genetsko je vzrok v spremembi enega baznega para (polimorfizem posameznega nukleotida) v genu  ABCC11. Posamezniki s suhim ušesnim maslom so homozigoti za adenin, medtem ko imajo posamezniki z vlažnim ušesnim maslom na tem mestu v genu vsaj en gvanin.

## Prekomerno nastajanje
Prekomerno nastajanje ušesnega masla lahko moti prehod zvoka po sluhovodu in povzroči prevodno naglušnost.